# 9681 Шервудроуленд
9681 Шервудроуленд (9681 Sherwoodrowland) — астероїд головного поясу, відкритий 24 вересня 1960 року.
Тіссеранів параметр щодо Юпітера — 3,207.
Названо на честь американського хіміка, лауреата Нобелівської премії з хімії Франка Шервуда Роуленда англ. Frank Sherwood Rowland, (нар.1927).